# Lautaro Di Lollo
Lautaro Federico Di Lollo (Buenos Aires, 10 de marzo de 2004) es un futbolista argentino. Se desempeña como defensor central en el Club Boca Juniors  de la Primera División de Argentina. Fue internacional con la selección Sub-20 de Argentina.

## Trayectoria

### C. A. Boca Juniors
Fue parte del equipo de reserva del Club Atlético Boca Juniors que ganó la primera edición del Trofeo de Campeones en 2021 y el equipo ganador del Torneo de Reserva en 2022, marcando un gol. Firmó su primer contrato como profesional con el club en julio de 2022. Durante su trayecto como futbolista en formación fue campeón de la Copa Libertadores Sub-20 y la Copa Intercontinental Sub-20 en el 2023, y subcampeón de la Copa Libertadores Sub-20 de 2024, siendo figura clave en la dupla central.
El 3 de abril de 2024 debutó en el equipo profesional, fente a Club Atlético Nacional Potosí por la primera fecha de la Copa Sudamericana 2024. 
El 14 de febrero de 2025, anotó su primer tanto oficial en Boca, frente a Club Atlético Banfield por la 6ª fecha del Torneo Apertura 2025.

## Selección nacional

### Selección Sub-20

#### Torneo Maurice Revello
Fue convocado por la Selección de fútbol Sub-20 de Argentina dirigida por Javier Mascherano para disputar el Torneo Maurice Ravello de 2022.

#### Sudamericano 2023
Participó del Sudamericano Sub-20 también bajo la dirección de Mascherano, aunque en ese torneo el seleccionado nacional no logró la clasificación directa a la Copa Mundial de Fútbol Sub-20 de 2023. 

#### Copa del Mundo 2023
Participó del Copa Mundial de Fútbol Sub-20 porque Argentina se convirtió en el país anfitrión luego de que la FIFA decidiera retirársela a Indonesia. Disputó dos de los tres encuentros de la fase de grupos del grupo A frente a Uzbekistán y Nueva Zelanda.

### Participaciones en competencias
| Torneo              | Sede      | Resultado        | Partidos | Goles | Asistencias |
| ------------------- | --------- | ---------------- | -------- | ----- | ----------- |
| Sudamericano Sub-20 | Colombia  | Primera ronda    | 3        | 0     | 0           |
| Mundial Sub-20 2023 | Argentina | Octavos de final | 2        | 0     | 0           |
| Total               | Total     | Total            | 5        | 0     | 0           |

## Estadísticas

### Selección
Actualizado al 28 de mayo del 2023.
| Selección | Año   | Amistosos (1) | Amistosos (1) | Amistosos (1) | Eliminatorias | Eliminatorias | Eliminatorias | Mundial / JJ. OO.(2) | Mundial / JJ. OO.(2) | Mundial / JJ. OO.(2) | Copa América / Sudamericano (3) | Copa América / Sudamericano (3) | Copa América / Sudamericano (3) | Total | Total | Total  |
| Selección | Año   | Part.         | Goles         | Asist.        | Part.         | Goles         | Asist.        | Part.                | Goles                | Asist.               | Part.                           | Goles                           | Asist.                          | Part. | Goles | Asist. |
| --- | ----- | ------------- | ------------- | ------------- | ------------- | ------------- | ------------- | -------------------- | -------------------- | -------------------- | ------------------------------- | ------------------------------- | ------------------------------- | ----- | ----- | ------ |
| Sub-20 Argentina | 2022  | 4             | 0             | 0             | -             | -             | -             | -                    | -                    | -                    | -                               | -                               | -                               | 4     | 0     | 0      |
| Sub-20 Argentina | 2023  | 0             | 0             | 0             | -             | -             | -             | 2                    | 0                    | 0                    | 3                               | 0                               | 0                               | 5     | 0     | 0      |
| Sub-20 Argentina | Total | 4             | 0             | 0             | -             | -             | -             | 2                    | 0                    | 0                    | 3                               | 0                               | 0                               | 9     | 0     | 0      |
| (1) Incluye Torneo Maurice Revello (2) Incluye Copa Mundial de Fútbol Sub-20 (3) Incluye Campeonato Sudamericano de Fútbol Sub-20 |       |               |               |               |               |               |               |                      |                      |                      |                                 |                                 |                                 |       |       |        |

## Palmarés

### Títulos nacionales
| Título           | Equipo       | País      | Año  |
| ---------------- | ------------ | --------- | ---- |
| Primera División | Boca Juniors | Argentina | 2022 |

### Títulos internacionales
| Título                       | Equipo              | Sede         | Año  |
| ---------------------------- | ------------------- | ------------ | ---- |
| Copa Libertadores Sub-20     | Boca Juniors Sub-20 | La Serena    | 2023 |
| Copa Intercontinental Sub-20 | Boca Juniors Sub-20 | Buenos Aires | 2023 |